# Swartzia sprucei
Swartzia sprucei är en ärtväxtart som beskrevs av George Bentham. Swartzia sprucei ingår i släktet Swartzia och familjen ärtväxter.

## Underarter
Arten delas in i följande underarter:
- S. s. sprucei
- S. s. tessellata